# Dora Rhodius
Dora Rhodius fue una nadadora argentina que competía para el Club Atlético Obras Sanitarias de la Nación. Salió segunda en el Campeonato Nacional de 1937 en los 400 metros estilo libre, solo detrás de Jeanette Campbell. Formó parte de la delegación de su país en el Campeonato Sudamericano de Natación de 1937 celebrado en Montevideo, Uruguay. Allí compitió individualmente en los 100 metros estilo libre y junto a Inés Milberg, Jeanette Campbell y Celia Milberg en relevo 4x100m estilo libre, modalidad en la que el conjunto argentino venció.
En el Campeonato Sudamericano de Natación de 1938, realizado en Lima, integró el equipo argentino también ganador del relevo 4x100m estilo libre, en esta oportunidad junto a Úrsula Frick, Jeanette Campbell y Susana Mitchell.
Formó además parte de un equipo histórico de nadadoras del club Obras Sanitarias, en cuyos libros hay un informe que dice: 

Durante el año 1942 ocurrió un acontecimiento de extraordinaria importancia y sin precedentes en la natación argentina: el equipo representativo de damas de nuestro Club ganó en brillante forma cuatro campeonatos.

Integraban dicho equipo, además de Dora Rhodius, las nadadoras Leonor Schwarz, Beatriz Negri e Hilda Oehrtmann.
Jugó también al básquetbol para River Plate y la selección argentina, con la que participó del Campeonato Sudamericano de Baloncesto Femenino de 1952.
El 19 de abril de 1958, con el debut de la selección femenina de básquetbol de Argentina en el Sudamericano de 1958 de Lima, se convirtió en la primera mujer en dirigir al seleccionado nacional femenino. Por esto, la Confederación Argentina de Básquetbol declaró al 19 de abril como el Día de la Entrenadora Argentina.